# Мужская сборная Пакистана по софтболу
Мужская национальная сборная Пакистана по софтболу — представляет Пакистан на международных софтбольных соревнованиях. Управляющей организацией является Федерация софтбола Пакистана (англ. Softball Federation of Pakistan).

## Результаты выступлений

### Чемпионаты мира
| Год        | Победы         | Поражения      | Место          |
| ---------- | -------------- | -------------- | -------------- |
| 1966—1992  | не участвовали | не участвовали | не участвовали |
| 1996       | 0              | 10             | 22             |
| 2000—н. в. | не участвовали | не участвовали | не участвовали |

### Чемпионаты Азии по софтболу
| Год        | Победы         | Поражения      | Место          |
| ---------- | -------------- | -------------- | -------------- |
| 1968—2012  | не участвовали | не участвовали | не участвовали |
| 2014       | 0              | 5              | 6              |
| 2018—н. в. | не участвовали | не участвовали | не участвовали |